# گوکچه (کاهتا)
گوکچه (به ترکی استانبولی: Gökçe) (به کردی: Perçiyan) یک منطقهٔ مسکونی کردنشین در ترکیه است که در کاهتا واقع شده‌ است.